# Альф Лендон
Альфред Моссман «Альф» Лендон (англ. Alfred «Alf» Mossman Landon; нар. 9 вересня 1887, Вест Міддлсекс, Пенсільванія — пом. 12 жовтня 1987, Топіка, Канзас) — американський політик-республіканець, був губернатором штату Канзас з 1933 по 1937 і кандидатом у президенти США від Республіканської партії у 1936 році, але зазнав поразку від Франкліна Рузвельта. Його дочка Ненсі була сенатором від Канзасу.

## Життєпис

### Ранні роки
Альфред Моссман Лендон народився у Вест-Міддлсексі, Пенсільванія, 9 вересня 1887 року в сім'ї бізнесмена Джона Лендона та Енн Моссман Лендон. На момент народження Альфа Лендони проживали в Ельбі, Огайо, де його батько був керівником у нафтовій компанії Union Oil Company. У Вест-Міддлсексі проживали дідусь та бабуся Альфреда по материнській лінії, і тому, він народився там, оскільки так видавалось зручнішим. Коли батько Лендона влаштував зручніше житло в Огайо, Альфред із матір'ю приїхали до нього. У 1891 році Лендони переїхали до Маріетти, Огайо.
У Маріетті Альфред відвідував Школу Третьої Вулиці, де був посереднім учнем. Додаткову релігійну освіту він отримував від своєї бабусі по материнській лінії, а також від методистських священників. Батько часто брав Альфа на нафтові родовища. Влітку Альф проводив час у бабусі та дідуся Лендонів у Конніотвіллі, Пенсільванія, або у бабусі та дідуся Моссманів у Грінвіллі, Огайо.
Батько Лендона Джон брав активну участь у місцевій політиці: у 1896 році він обрався головою окружної Республіканської партії. Іноді Джон брав із собою Альфа на політичні мітинги. Так, 1900 році Альф із батьком поїхав до Паркерсбургу, Західна Вірджинія, де слухав промову Теодора Рузвельта. У 1904 році Альф поїхав до Сент-Луїсу, Міссурі, де відвідав Всесвітню виставку 1904, а також побував на національному з'їзді Демократичної партії, де слухав промову Вільяма Дженнінгса Браяна.
У 1900 році Альфред вступив до Маріеттської академії, де захопився спортом, особливо, — американським футболом. Однак під час однієї з ігор він отримав травму плеча, і припинив грати. Він також відвідував релігійний та освітній табір на озері Чотоква, де разом із табірними розвагами, також влаштовували лекції та читання. Альфреда настільки захоплювала атмосфера на Чотокві, що він регулярно відвідував чотоквський табір до 1928 року.

### Університетські роки
У 1904 році Лендони переїхали до Індепенденсу, Канзас, у зв'язку із новою роботою Джона Лендона. Однак Альфред провів у Індепенденсі лише тиждень, після чого вирушив до Лоуренса, Канзас, де розпочав навчання в Університеті Канзасу. Він планував юридичну кар'єру, і тому, провчившись один рік у коледжі гуманітарних наук, Альфред перевівся до школи права. Академічні успіхи Альфа в університеті були посередніми: в нього були відмінні оцінки з англійської мови та середньовічної історії, і посередні оцінки — з латинської мови, риторики, та англійської літератури. Він провалив іспити з фізики, гігієни та фізичної підготовки. У школі права, за винятком відмінної оцінки з судової практики, у нього також були посередні оцінки. В університеті він також захоплювався спортом, вечірками, а також вступив до студентського братерства Фі-гамма-дельта, де скоро став провідним членом. У 1908 році Альфред закінчив навчання в Університеті Канзасу, здобувши ступінь бакалавра з права. У тому ж році він склав адвокатський іспит і став членом адвокатської колегії Канзасу.

### Кар'єра в банківській сфері
Закінчивши навчання, Лендон повернувся до Індепенденсу, Канзас, де жила його сім'я. Однак він вирішив не починати юридичну кар'єру, а, натомість, став бухгалтером у місцевому банку — Independence State Bank of Commerce, а пізніше перейшов на роботу до іншого банку — First National Bank. Робота в банківській сфері переконала Лендона у важливості надійних кредитів. Працюючи в банках, він стикався із питанням оренди нафтових родовищ, і так, отримав знання у цій сфері, а також встановив важливі знайомства. Вже у 1910 році, завдяки постійному доходу в розмірі 75 доларів США на місяць, він міг інвестувати у декілька нафтобурових проєктів.

### Нафтогазовий бізнес
У 1911 році Лендон звільнився з роботи у First National Bank, і вирішив зайнятись нафтовим бізнесом. На той час йому вдалося заощадити 2000 доларів США з зарплати та доходів від інвестицій у нафтобурові проєкти. Крім того, завдяки репутації сім'ї Лендонів, він також отримав банківський кредит. Він знайшов буровий майданчик в Оклахомі, між Новатою та Бартлесвіллем, залучив інших розробників нафтових родовищ, та отримав буровий майданчик в оренду від індіанців. Зрештою, на орендованому Лендоном буровому майданчику було знайдено нафту. Як і більшість незалежних розробників нафтових родовищ, Лендон вів бізнес через особисті контакти: складав списки партнерів, наймав виконавців для буріння, залучав кошти кредиторів, та організовував доставку нафти з родовища на ринок по трубопроводу. Він також сам пропонував послуги з буріння на інших майданчиках. Єдиним офісом, який на той час мав Лендон, був дім його батьків у Індепенденсі. У 1917 році він також зайнявся розробкою родовищ природного газу.
В цей період Лендон переважно перебуває на бурових майданчиках в Оклахомі, приїжджаючи до Індепенденсу на відпочинок, і для участі у громадському житті: він був масоном, брав участь у роботі комерційної палати, а також Червоного Хресту.

### Прогресивна партія
Джон Лендон, батько Альфа, підтримував висування Теодора Рузвельта в кандидати в президенти в 1912 році. Не погоджуючись із тим, що Республіканська партія висунула Вільяма Тафта, Лендони підтримали створення Прогресивної партії. Джон Лендон організував канзаську Прогресивну партію. У 1914 році Альф Лендон став головою Прогресивної партії в канзаському окрузі Монтгомері. Займаючись партійною діяльністю, Альф Лендон відвідував домівки, робив телефонні дзвінки, організовував зустрічі, залучав політичних промовців та розповсюджував передвиборчі плакати та літературу. Однак канзаські прогресивні кандидати на посаду сенатора та губернатора, відповідно — Віктор Мердок та Генрі Дж. Аллен, показали посередній результат в окрузі Монтгомері. Після цього впродовж майже трьох років Альф Лендон не брав активної участі в політиці.
У 1918 році Лендон разом із іншими представниками Прогресивної партії повернувся до Республіканської партії, і проводив виборчу кампанію для Генрі Дж. Аллена на посаду губернатора Канзасу. Водночас, Лендон не міг достатньо часу приділяти виборчій кампанії через особисті та бізнес справи, і тому в останні її тижні майже не брав у неї участі.

### Подальша діяльність
У жовтні 1918 року Лендон мобілізувався до армії у званні старшого лейтенанта хімічної служби. Його відправили на навчання до Кемп-Гамфрісу (зараз — Форт-Белвуар) у Вірджинії. Майже через три тижні було підписано перемир'я у Першій світовій війні, і Лендона було звільнено зі служби з почестями. Він повернувся до Індепенденсу.
Після Першої світової війни в США виріс попит на нафтопродукти: нафтопродукти були потрібні для кораблів, авіації, а також до зростаючої кількості автомобілів. Між 1919 та 1931 роками нафтопродукти перемістились з сьомого на друге місце в рейтингу найцінніших товарів. У 1920-х буровий майданчик Лендона процвітав. У нього також були прибуткові операції у резервації народу Оседжі. Крім того, Лендон мав успіх у дослідженні інших орендованих бурових майданчиків в Оклахомі. Водночас Канзас переживав нафтовий бум, і Лендон розширив свою бізнес-діяльність на південно-східний Канзас. Його статки статки стали дорівнювати кільком сотням тисяч доларів США.
Лендон брав участь у діяльності комерційних палат Індепенденсу та Канзасу. У 1921 році він став головою Середньоконтинентальної нафтогазової асоціації. Крім того, завдяки короткому періоду військової служби, він приєднався до Американського легіону — організації американських ветеранів. Згодом Лендон став відомим багатьом фермерам, бізнесменам, видавцям та нафтовикам південно-східного Канзасу, нафтовиком та політиком. Після того, як Генрі Дж. Аллена обрали губернатором Канзасу в 1918 році, він став членом так званого «кухоного кабінету» губернатора.
У червні 1922 року Лендон став виконавчим секретарем губернатора Генрі Дж. Аллена. Пропрацювавши на цій посаді лише три місяці, він звільнився, оскільки робота видавалась йому скучною. На губернаторських виборах 1924 та 1928 року Лендон підтримував кандидатуру Клайда Ріда, тодішнього члена Комісії з комунальних послуг. У 1930 році Лендон був менеджером передвиборчої кампанії Ріда, яка закінчилась поразкою Ріда.
У 1929 році, на фоні падаючих цін на нафтопродукти, малі та середні нафтовиробники утворили Незалежну Нафтову Асоціацію (англ. Independent Petroleum Association) для добровільного обмеження виробництва, щоб підтримати ціни, а також для лобіювання своїх інтересів у Конгресі США. У 1930 році Лендон став головою Асоціації. Намагаючись захистити інтереси малих та середніх нафтовиробників Канзасу, Лендон спілкувався із представниками великих нафтових компаній, владою Канзасу, а також із представниками федеральної влади.

### Губернаторські вибори 1932 року в Канзасі
Канзаські республіканці побачили в Лендоні потенційно успішного кандидата на посаду губернатора Канзасу. Зокрема, в ньому бачили об'єднуючу фігуру, яка могла примирити консервативних та прогресивних республіканців. 20 січня 1932 року Лендон оголосив, що домагатиметься стати кандидатом від республіканців на посаду губернатора Канзасу. Він будував свою передвиборчу кампанію на двох головних меседжах: матеріальний прогрес та зниження податків. Щодо матеріального прогресу, Лендон обіцяв, що працюватиме над розвитком промисловості у штаті, а також над відновленням нафтової промисловості та сільського господарства. Щодо податків, він зазначав, що потрібно урізати витрати штату та більш рівномірно розподілити податковий тягар.
Для висунення кандидатом на губернаторські вибори від республіканців Лендон змагався із Лейсі Сімпсоном — фермером та членом Сенату Канзасу. У Сімпсона не було протиріч із політичними позиціями Лендона: він також виступав за зниження податків та відновлення сільського господарства. У своїй виборчій кампанії Сімпсон зосередився на тому, щоб представити Лендона, як кандидата від заможних: він вказував на те, що за Лендоном стоять інтереси великого бізнесу та газетних видавців. Зрештою, Лендон переміг на республіканських праймериз: за нього віддали 160 345 голосів, в той час як за Сімпсона — 59 326 голосів.
На загальних губернаторських виборах Лендону протистояв тодішній губернатор-демократ Гаррі Вудрінґ, а також незалежний кандидат Джон Ромулус Брінклі, який прославився тим, що пересаджував чоловікам козячі яєчка з метою лікування імпотенції. Брінклі будував свою передвиборчу кампанію на популістських засадах: він обіцяв озеру в кожному окрузі Канзасу, безоплатне медичне обслуговування для тих, хто не міг дозволити платне, безоплатні підручники для школярів, державну лікарню для афроамериканців тощо. Лендон, своєю чергою, обіцяв домогтись зменшення цін на підручники для школярів та рівних прав для афроамериканців. Під час кампанії Лендон відвідував по п'ять міст на день. Зрештою він виграв губернаторські вибори, отримавши 278 581 голос, в той час, як Вудрінґ та Брінклі отримали, відповідно, 272 944 та 244 607 голосів. Таким чином, у 1932 році Лендон став єдиним губернатором-республіканцем на захід від річки Міссісіпі, адже республіканці стрімко втрачали підтримку в США, чому сприяла Велика депресія.

### Губернаторські вибори 1934 року в Канзасі
У 1934 році Лендон, вже будучи губернатором Канзасу, взяв участь у губернаторських виборах. Серед місцевих республіканців йому протистояв Джон Ромулус Брінклі, який повернувся з Техасу, відновив зв'язки із канзаськими республіканцями, і вирішив взяти участь у губернаторських виборах вже як кандидат від республіканців. Лендон виграв республіканські праймериз, отримавши 233 956 голосів, у той час як Брінклі отримав 58 938 голосів. На загальних губернаторських виборах Лендону протистояли кандидат від Демократичної партії, мер столиці Канзасу Топіки, Омар Кетчам та соціаліст Джордж М. Вайтсайд.
Кетчам будував свою передвиборчу кампанію на тому, що якщо у Канзасу буде губернатор-демократ, то Канзас отримає більше допомоги від федерального уряду, який із обранням президента Франкліна Рузвельта, відповідно був демократичним. Лендон стояв на тому, що він співпрацював із федеральним урядом у впровадженні політики Нового курсу. Зрештою Лендон виграв вибори, набравши 422 030 голосів, у той час як Кетчам та Вайтсайд набрали, відповідно, 359 877 та 6 744 голосів. Таким чином, Лендон став єдиним губернатором-республіканцем, який зміг переобратись у 1934 році.

### Президентські вибори 1936 року в США

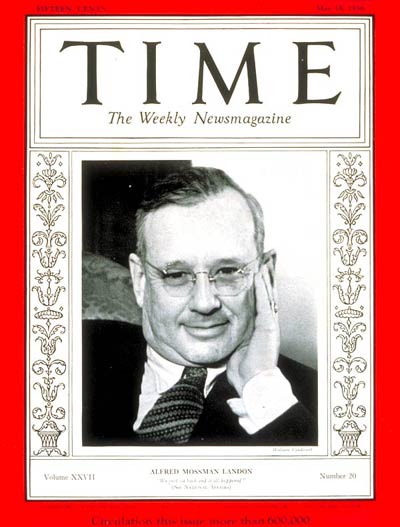
Альф Лендон на обкладинці журналу Time, 1936 рік

Між 1935 та 1936 роками інтерес Республіканської партії до Лендона, як до потенційного кандидата на посаду президента США, зростав. Лендон був одним із небагатьох посадовців-республіканців, який мав визначні досягнення, а також не був пов'язаним із дискредитованим президентством Герберта Гувера. Крім того, Лендон займав помірковану позицію між консервативними та прогресивними республіканцями. Серед республіканців Лендон змагався із сенатором США від Айдахо Вільямом Бора, сенатором США від Айови Лестером Дж. Дікінсоном, сенатором США від Мічигану Артуром Ванденберґом, а також чиказьким видавцем Френком Ноксом.
Найбільш серйозна боротьба розгорнулась між Лендоном та Вільямом Бора. Бора звинувачував Лендона у тому, що за ним стоїть нафтова компанія Standard Oil. Лендон, своєю чергою, дотримувався стратегії уникнення відкритого протистояння, для того, щоб залишатись об'єднуючою фігурою для республіканців. Зрештою, на національному з'їзді Республіканської партії у 1936 році Лендона висунули кандидатом в президенти США, а кандидатом у віце-президенти — чиказького видавця Френка Нокса.
На загальнонаціональних виборах Лендону протистояв діючий президент-демократ Франклін Рузвельт, а також Вільям Лемке з Юніоністської партії та Норман Томас з Соціалістичної партії. Лендон будував свою кампанію, наголошуючи на необхідності зменшення оподаткування, збалансованого бюджету та захисту бізнесу від урядового втручання. Він критикував адміністрацію Рузвельта, як таку, що загрожує демократичному ладу у США, вказуючи на те, що Конгрес США делегував виконавчій владі квазізаконодавчі функції. Лендон виступав за збереження природних ресурсів і сімейних ферм. Крім того, він пообіцяв бути справедливим до незабезпечених і профспілок. Він пропонував пенсії для людей похилого віку, справедливе та ефективне регулювання великого бізнесу, допомогу фермерам-орендарям та суворе дотримання Конституції США. Він рішуче засуджував расову дискримінацію та релігійний фанатизм. Щодо зовнішньополітичних питань, Лендон обіцяв бути «гарним сусідом» для Латинської Америки, підтримувати мир та критикував Лігу Націй.
Лендон програв вибори, набравши лише 16 674 665 голосів, у той час, як Франклін Рузвельт набрав 27 752 869. Він отримав лише 8 голосів від виборщиків Вермонту та Мену, у той час як за Рузвельта проголосували 523 виборщика. На той час, Лендон зазнав найбільшої поразки в політичній історії США. Лендон спокійно відреагував на поразку та послав наступну вітальну телеграму Рузвельту: «Нація висловилась. Кожен американець прийме вирок і працюватиме для спільної справи на благо нашої країни. Це дух демократії. Мої Вам щирі вітання.»

### Подальше життя
Після поразки на президентських виборах 1936 року Лендон більше не обіймав виборні посади. Він зосередився на підприємницькій діяльності. Зокрема, він купив незабудовану земельну ділянку площею біля 69 гектарів на захід від Топіки, Канзас, збудував там будинок, звів маленьку ферму, а решту продав під забудову. Лендон також продовжував займатись нафтовим бізнесом: вже після президентських виборів він пробурив сім свердловин в канзаських округах Грінвуд та Батлер.
Водночас Лендон не покинув політику, оскільки деякий час після президентських виборів залишався номінальним головою Республіканської партії до 1940 року. Він продовжував виступати з промовами та брати участь у партійних справах. Лендон був противником «плану упаковки суду» — невдалий план президента США Франкліна Рузвельта заповнити Верховний суд США суддями, лояльними політиці Нового курсу, однак, за домовленістю, досягнутої в Республіканській партії, не атакував цей план публічно, а спостерігав, як його атакують незгодні з планом демократи. Натхнений поразкою «плану упаковки суду», Лендон працював над тим, щоб створити коаліцію між республіканцями та демократами, незадоволеними політикою Рузвельта. Він вважав, що коаліція може об'єднатись навколо питань інфляції та економії в уряді. Однак після поразки «плану упаковки суду» незадоволені демократи втратили інтерес до коаліції з республіканцями.
Лендону приписують відносний успіх Республіканської партії на виборах до Конгресу 1938 року. У 1938 році кандидатами від Республіканської партії Канзасу на виборах у Сенат були Клайд Рід та Джеральд Вінрод. Канзаські республіканці вмовляли Лендона балотуватись до Сенату, однак той радше підтримав би Ріда проти Вінрода, тільки б не балотуватись. Вінрод був християнським проповідником-фундаменталістом. Лендон не критикував Вінрода публічно, але за кулісами працював над тим, щоб його кандидатура не пройшла.
Також у 1938 році Лендон став на захист соціаліста Нормана Томаса, якого заарештували під час виступу в Джерсі-Сіті, Нью-Джерсі. Він написав Томасу відкритого листа, в якому зазначив, що був шокованим тим, як з ним повелись у Джерсі-Сіті, та «грубим порушенням нашого священного права на свободу слова». За таку позицію Лендона жорстко критикували, однак він наполягав на своєму та відповідав критикам, що нікому не можна довіряти вирішувати питання того, хто може, а хто не може висловлюватись.
Лендон виступав проти нацистських переслідувань євреїв і пізніше був членом ради директорів і виконавчого комітету Національної конференції християн і євреїв. Лендон був різким критиком політики президента США Франкліна Рузвельта, хоча він підтримував президента, який протестував проти потоплення Японією річкового канонерського човна USS Panay (PR-5) в 1937 році, а також проти поправки Ладлоу, яка передбачала проведення референдуму щодо вступу США у війну, в 1938 році. Лендон також часто підтримував Рузвельта щодо оборонних заходів. У 1938 році Рузвельт призначив його заступником голови делегації США на Міжамериканській конференції в Лімі, Перу. У 1940 році Рузвельт, очевидно, розглядав можливість призначити Лендона військовим міністром, але Лендон публічно заявив, що він не обійме цю посаду, якщо Рузвельт не відмовиться балотуватися на третій президентський строк.
Ближче до 1941 року Лендон та Франклін Рузвельт дедалі більше розходилися з питань зовнішньої політики. Лендон не виступав проти надання грошей і товарів Великій Британії в її війні з Німеччиною та Італією, але він вважав, що Рузвельт намагався втягнути США у війну, проти якої він виступав і боявся перетворення США на гарнізонну державу.
Після війни вплив Лендона впав. Він продовжував виступати, однак часто висловлювався незалежно від позиції республіканців. Серед іншого, Лендон часто підтримував президента США Гаррі Трумена у питаннях зовнішньої політики, час від часу критикував сенатора Джозефа Маккарті та інших крайніх анти-комуністів, виступав проти законодавства про право на роботу, виступав за міжнародний контроль над ядерною зброєю і, починаючи з 1953 року, виступав за визнання США Китайської Народної Республіки. У 1962 році він був головним прихильником законодавства про розширення торгівлі президента США Джона Ф. Кеннеді. Протягом багатьох років Лендон також регулярно виступав проти високих податків, інфляції та надмірного державного регулювання.

### Останні роки

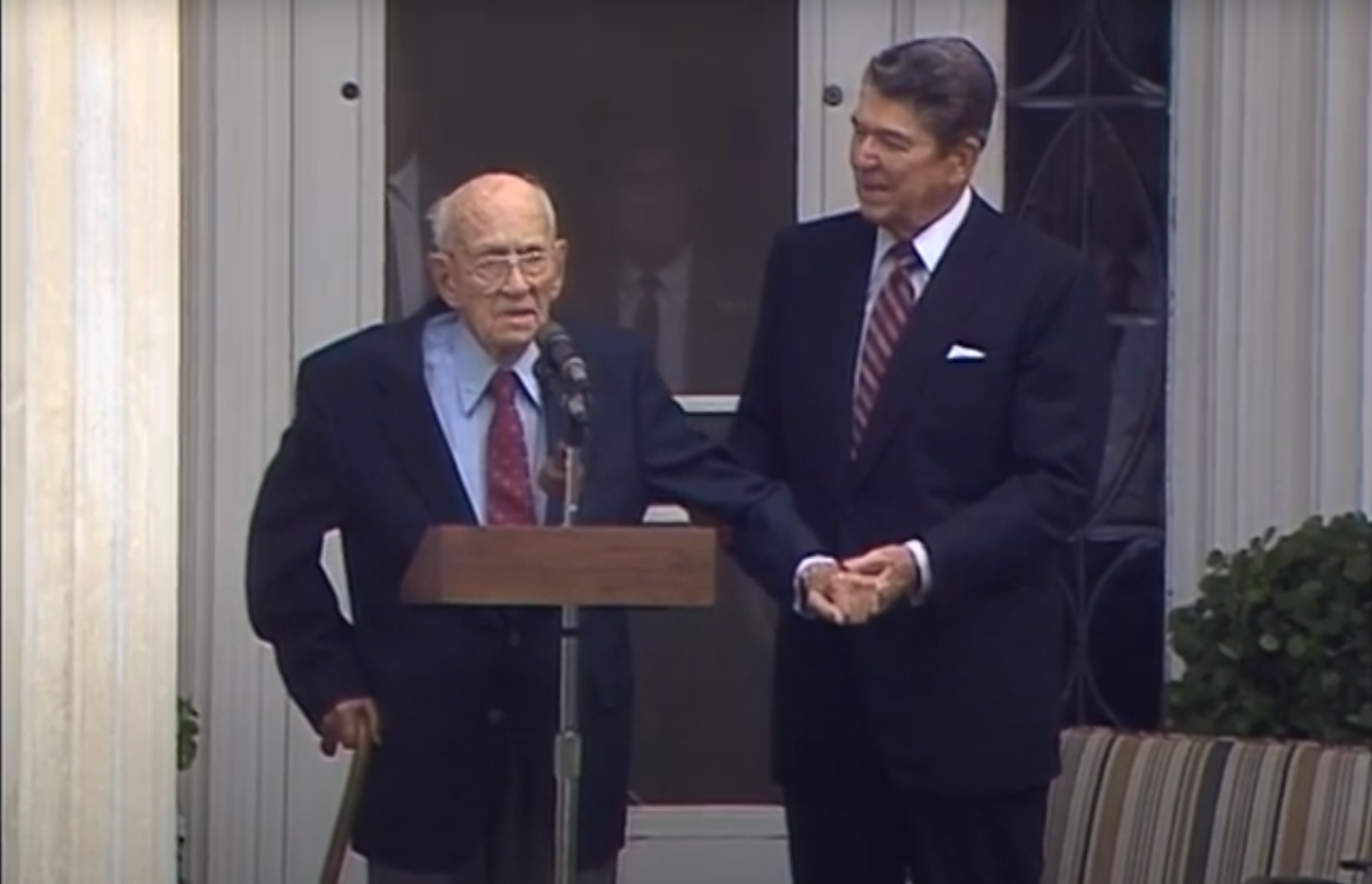
Альф Лендон та Рональд Рейган на 100-річчі Лендона. 6 вересня 1987 року

Похилий вік сповільнив політичну діяльність Лендона до кінця 1960-х років, але до 1987 року він часто давав інтерв'ю та виступав із заявами для преси щодо проблем, з якими стикалася Америка. Президент США Рональд Рейган і його дружина Ненсі відвідали вечірку з нагоди сотого дня народження Лендона в його будинку в Топіці, Канзас. Називаючи Лендона «живою душею Канзасу», 76-річний Рейган зауважив: «Ви не уявляєте, яка це радість для такого хлопця, як я, піти на день народження до людини, яка може, чесно кажучи, називати мене дитиною». Лендон, стоячи з палицею, сказав президенту та гостям на вечірці: «Це чудовий день у моєму житті. І це чудовий день у житті кожного з нас — мати сьогодні привілей зустрітися з президентом США і пані Рейган».
Лендон помер у Топіці, Канзас,12 жовтня 1987 року через тридцять три дні після того, як відсвяткував свій сотий день народження.

## Діяльність на посаді губернатора Канзасу
Лендон став губернатором, коли в США все ще вирувала Велика депресія. У біографічному довіднику канзаських губернаторів губернаторство Лендона описують як «помірно прогресивне, ділове правління, не обтяжене зобов'язаннями перед групами впливу». Лендон дотримувався режиму суворої економії, коли йшлося про фінанси штату. У перші дні перебування на посаді він намагався скоротити свою зарплату в 5000 доларів на рік на 25 %. Коли законодавчий орган Канзасу відмовився проголосувати за скорочення, він повернув 25 % від кожної зарплати до бюджету штату. Лендон також скоротив зарплати працівників штату.
За губернаторства Лендона в Канзасі був введений податок на доходи: чистий дохід компаній обкладався двопроцентним податком, а на доходи фізичних осіб був введений прогресивний податок — від 1 до 4 відсотків на чисті доходи, що перевищували 2000 доларів США. Було схвалено законодавство, яке спрощувало стягнення податків, а також законодавство, яке спрощувало бізнес-процедури. Також були зменшені збори за номерні знаки на автомобілі.
Крім того, була введена низка обмежень. Зокрема, були введені обмеження на зняття готівки з банків та банківських депозитів. Були введені обмеження на вагу, довжину та ширину автобусів та вантажних автомобілів.
Водночас безробіття залишалось серйозною проблемою. Бюджету штату не вистачало на виплати безробітнім, і тому штат звертався до федеральних програм допомоги. Канзаські офіційні особи зазначали, що в 1933-34-35 фінансових роках федеральний уряд сплатив 69 % рахунків на виплати безробітнім, в той час як внесок уряду штату склав 215 000 доларів США за шість місяців 1935 року.
Значної уваги Лендона потребував скандал із облігаціями банкіра Роналда Фінні. Експерт національного банку поставив під сумнів справжність деяких муніципальних облігацій, якими володів банк Національний банк Топіки. Федеральний окружний прокурор США, попросив дозволу завідувача фінансами штату перевірити їх на відповідність облігаціям у штатних сховищах, але завідувач відмовив. Прокурор звернувся до Лендона і отримав доступ до сховищ. За 40 хвилин федеральні слідчі знайшли підроблені облігації на суму 329 000 доларів, які зберігалися як забезпечення депозитів коштів штату у банках Канзасу,— знайшли їх неподалік від оригінальних облігацій, копіями яких вони були. Виявилось, що підроблені облігації були надруковані та розміщені банкіром Роналдом Фінні, який також був облігаційним брокером. Також виявилось, що завідувач фінансами штату дозволив Фінні забрати облігації вартістю 150 000 доларів США, внесені до скарбниці штату. Лендон наказав гвардії штату охороняти штатні сховища. Зрештою Фінні та завідувач фінансами штату були засуджені за шахрайство до довгих строків позбавлення волі.
Під час другої каденції Лендон зосередився на реформі фінансів місцевого уряду. Зокрема, він працював над законом який вимагав єдиного бухгалтерського обліку та аудиту в органах місцевого самоврядування. Як зазначається у біографічному довіднику канзаських губернаторів, можливо, ця фінансова реформа стала його головною перемогою.

## Номінації і нагороди
У 1969 році Лендон отримав звання «Видатного канзасця» від організації «Рідні сини та дочки Канзасу». У 1974 році Лендон став лауреатом Зали слави Канзаської асоціації телерадіоведучих.

## Особисте життя
У 1915 році Лендон одружився із Марґарет Флемінґ — дочкою президента нафтової компанії Ohio Oil Company. У 1918 році Марґарет померла від менінгіту. Від шлюбу з Марґарет в Лендона залишились дочка Марґарет Енн. У 1930 році Лендон одружився з Тео Кобб, і у них народилися син і дочка Ненсі Лендон Кассебаум, яка була обрана до Сенату США від Канзасу в 1978 році. Лендон стверджував, що він не відігравав жодної ролі у виборах своєї доньки. За його словами, він навіть відмовляв її від участі у виборах через фізичне навантаження, якого потребує передвиборча кампанія. Він також стверджував, що не мав на неї політичного впливу і не пропонував їй політичних порад.
Друга дружина Лендона Тео відзначилась тим, що під час президентської виборчої кампанії 1936 року відмовилась їздити зі своїм чоловіком, пославшись на те, що вона потрібна дітям, і тому залишиться вдома. Тео Лендон померла у 1996 році у віці 97-и років.

## Вшанування пам'яті
В Університеті штату Канзас проводиться серія лекцій імені Альфреда М. Лендона, що являє собою серію виступів про поточні громадські справи. Першу лекцію у 1966 році прочитав сам Альф Лендон.